# Globen (metropolitana di Stoccolma)
Globen è una stazione della metropolitana di Stoccolma.
È situata nelle vicinanze della Avicii Arena (chiamata comunemente Globen), impianto polifunzionale di forma sferica, da cui la stazione stessa prende il nome. Posizionata all'interno della circoscrizione di Enskede-Årsta-Vantör, la stazione si trova sul tracciato della linea verde T19 della rete metroviaria locale tra le fermate Gullmarsplan e Enskede gård.
La stazione della metropolitana aprì ufficialmente il 9 settembre 1951 con il nome di Slakthuset, mentre dal 19 novembre 1958 venne rinominata in Isstadion. L'attuale denominazione fu invece introdotta a partire dal 20 agosto 1989, anno in cui venne inaugurata la Globe Arena. La piattaforma si trova in superficie, parallela al viale Palmfeldtsvägen. La stazione, progettata dall'architetto Peter Celsing, dal 1989 ospita contributi artistici dell'artista Joanna Troikowicz.
L'utilizzo medio quotidiano durante un normale giorno feriale è pari a 5.300 persone circa.
Nei pressi è anche presente una stazione riservata al Tvärbanan, linea metrotranviaria che collega Alvik con l'area di Sickla udde. Essa è attiva dal 1999 ed ha un ingresso separato rispetto all'entrata della metropolitana.

## Tempi di percorrenza
| Linea | Capolinea       | Tempo  | Stazione                                                  | Tempo                                  |
| T19   | Hagsätra        | 13 min | Gullmarsplan Slussen Gamla stan T-Centralen Alvik Åkeshov | 2 min 6 min 7 min 11 min 24 min 31 min |
| T19   | Hässelby strand | 43 min | Gullmarsplan Slussen Gamla stan T-Centralen Alvik Åkeshov | 2 min 6 min 7 min 11 min 24 min 31 min |